# Lukas Graham
Lukas Graham là một ban nhạc pop Đan Mạch với các thành viên: Thủ lĩnh - giọng ca chính của ban nhạc là Lukas Forchhammer (sinh ngày 18 tháng 9 năm 1988), tay trống Mark "Lovestick" Falgren (sinh ngày 28 tháng 8 năm 1988), tay bass Magnus Larsson, và tay dương cầm Kasper Daugaard (sinh ngày 14 tháng 6 năm 1989). Album đầu của họ bắt đầu năm 2012 ở công ty thu âm Copenhagen Recorder, Lukas Graham nhanh chóng trở thành một ban nhạc nổi tiếng ở Đan Mạch. Thành công đó của ban nhạc lan tới phần còn lại của châu Âu và được sự chú ý của Warner Bros. Copenhagen Recorder đã đồng ý ký hợp đồng với ban nhạc. Sản phẩm đầu tiên của ban nhạc được giới thiệu trên toàn thế giới là hai đĩa đơn "7 Years" và "Mama Said". Album thứ hai của họ đã được giới thiệu vào ngày 1 tháng 3.

## Sự nghiệp

### 2011-2012: Bắt đầu sự nghiệp
Ban nhạc bắt đầu sự nghiệp ở Đan Mạch cuối năm 2011 khi họ giới thiệu hai video làm tại nhà của họ trên YouTube trình bày Criminal Mind và Drunk in the morning, ghi âm tại nhà của Lukas. Các video đã được chia sẻ trên Facebook giữa bạn bè, và sớm có hàng trăm ngàn lượt xem.
Các video nhanh chóng lan truyền trên mạng và Copenhagen đã ký hợp đồng với họ. Lukas Graham đạt được thành công trong tháng 10 năm 2011 với đĩa đơn đầu tay của họ.Tour đầu tiên của ban nhạc  bán được trên 30.000 vé, mặc dù album chưa được giới thiệu.